# ترمان زنگنه
دهستان ترمان روستایی در۱۰ کیلومتری شهر لامرد از توابع (حومه) شهرستان لامرد و در جنوب استان فارس در جنوب ایران واقع شده‌ است.
از مراکز دیدنی این روستا می‌توان به بنای زیبای قلعه باستانی که در مرکز این روستا قرار دارد اشاره کرد که مربوط به حدوداً ۴۰۰ سال پیش می‌باشد. ساکنان اصلی برادرانی از طایفه زنگنه بودند که ابتدا در منطقه زنگنه کهنه در جنوب حوزه علمیه کنونی ساکن بودند و پس از مهاجرت هرکدام از برادران به مناطق مختلف جمعی هم به ناحیه فعلی روستای ترمان آمدند.

از مراکز دیدنی این روستا می‌توان مجموعه آسیاب‌های آبی واقع در تنگ ترمان را نام برد. این تنگه در زمان‌های قدیم به دلیل برخورداری از آب و هوای مناسب و آب زیرزمینی فراوان محل سکونت بوده و مردم این تنگ به کاشت درخت نخل و گندم مشغول بوده‌اند. هنوز قنات‌ها و آسیاب‌ها این منطقه پا برجاست و همچنین درختانی از قبیل انار، سیب ترش، زردآلو و لیمو ترش در این محل موجود می‌باشد.
در حال حاضر به جز طایفه  لر زنگنه، طوایف دیگری هم در روستای ترمان زندگی می‌کنند. 
منبع درآمد اصلی مردم روستا شامل کشاورزی، تجارت با کشورهای حاشیه خلیج فارس و کار در شرکت‌های مختلف نفتی و گازی است. گندم ، خرما و کلزا بخش اصلی تولیدات کشاورزی روستای ترمان است.